# One of Us (ABBA-Lied)
One of Us ist ein Song der schwedischen Popgruppe ABBA aus dem Jahre 1981 und ihr letzter internationaler Hit. Das Lied wurde von Benny Andersson und Björn Ulvaeus geschrieben, der Hauptgesang wurde von Agnetha Fältskog übernommen.
Im Dezember 1981 wurde das Stück mit der B-Seite Should I Laugh or Cry als erste Single aus dem Album The Visitors ausgekoppelt und befindet sich zudem auf dem Kompilationsalbum ABBA Gold – Greatest Hits. Das Stück handelt, wie auch The Winner Takes It All, von einer zerbrochenen Beziehung.

## Hintergrund und Entstehung
Die Aufnahme zu One of Us begann am 21. Oktober 1981 und war somit eine der letzten in diesen Sessions. Arbeitstitel waren zunächst Nummer 1 und Mi Amore. Das Lied beginnt mit einer reizvollen und spritzigen Melodie, was schließlich in eine Art Reggae-Groove übergeht. Hierbei wurden sogar Mandolinen eingesetzt. Der Text schilderte die wahre Situation der Gruppe: zwei geschiedene Paare. Der ABBA-Manager Stig Anderson hatte zwar Bedenken wegen der düsteren Textaussage, doch letztendlich fiel die Entscheidung zugunsten der Single-Veröffentlichung aufgrund der ABBA-typischen Merkmale, wie z. B. der romantischen Anmutung und des vielschichtigen Sounds. Im November 1981 wurde unter der Regie von Lasse Hallström ein Musikvideo in dessen Wohnung gedreht.

## Erfolge
One of Us wurde zum letzten Top-Five-Hit von ABBA in Österreich und Großbritannien; in letzterem verkaufte sich die Single über 500.000 Mal. In der Schweiz konnte sich nach dieser Single nur noch The Day Before You Came in den Top Five platzieren. Lediglich in Deutschland, Belgien und Irland konnte One of Us die Charts anführen. Auch in Südafrika (Platz vier), Spanien (Platz sieben) und Portugal (Platz sechs) war die Single erfolgreich.

## Coverversionen
Der Song wurde oft gecovert. Die erste deutschsprachige Version stammt von Marianne Rosenberg mit einem Text von Bernd Meinunger (Ich sah deine Tränen). Diese Version wurde im März 1982 veröffentlicht und erreichte Platz 66 der deutschen Charts. In der ZDF-Hitparade erreichte Rosenberg damit am 5. April 1982 Platz zwei. Allerdings konnte sie den Titel in der darauffolgenden Ausgabe am 3. Mai 1982 aus Krankheitsgründen nicht erneut singen, sondern nur kurz zur Übergabe des Preises auftreten. Diese deutsche Version sangen auch Julia Lindholm und Rendezvous nach. Weitere Coverversionen des Originals stammen unter anderem von:
- Dune & The London Session Orchestra (DE #78)
- US5
- A*Teens
- Just Friends (DE #53)
- Cher
- Hazell Dean
- Pandora (SE #13, FI #7)
- E-Rotic
- Amanda Seyfried & Dominic Cooper
- Go West
- James Last (One of Us Is Crying)
- Abbacadabra
- Da Buzz
- Carolin Fortenbacher (Einer von uns)
- Siobhán McCarthy
- Gunilla Backman (En av oss)
- Munich Philharmonic Orchestra